# Smicrocotis sidnica
Smicrocotis sidnica är en insektsart som beskrevs av George Willis Kirkaldy 1907. Smicrocotis sidnica ingår i släktet Smicrocotis och familjen dvärgstritar. Inga underarter finns listade i Catalogue of Life.